# Refuge d'oiseaux migrateurs de L'Islet
Pour les articles homonymes, voir L'Islet.
Le refuge d'oiseaux migrateurs de L'Islet est une aire protégée du Canada et l'un des 28 refuges d'oiseaux migrateurs du Québec. Cette petite aire protégée protège une aire de migration importante pour la Grande Oie des neiges et de nombreuses espèces de canards. Le refuge est reconnu comme zone importante pour la conservation des oiseaux.

## Toponymie
Le refuge d'oiseaux migrateurs de L'Islet provient de L'Islet, municipalité où l'aire protégée est située. Quant à la municipalité elle tient son nom à un rocher long de 233 m par 45 m située à l'est du quai.

## Géographie
Le refuge d'oiseaux migrateurs  est située sur la rive sud du fleuve Saint-Laurent, à l'ouest du quai de L'Islet-sur-Mer jusqu'à la pointe de L'Islet. L'aire protégée est située sur le territoire de L'Islet, elle-même dans la municipalité régionale de comté de L'Islet et la région de Chaudière-Appalaches.
Le territoire du refuge d'oiseaux est en grande partie maritime (0,57 km2), la seule partie terrestre étant le quai de L'Islet-sur-Mer.